# Тетлін (Аляска)
Тетлін (англ. Tetlin) — переписна місцевість (CDP) в США, в окрузі Саутіст-Фейрбенкс штату Аляска. Населення — 126 осіб (2020).

## Географія
Тетлін розташований за координатами 63°10′0″ пн. ш. 142°33′16″ зх. д. / 63.16667° пн. ш. 142.55444° зх. д. (63.166715, -142.554503).  За даними Бюро перепису населення США в 2010 році переписна місцевість мала площу 179,04 км², з яких 175,68 км² — суходіл та 3,36 км² — водойми.

### Клімат
Місто знаходиться у зоні, котра характеризується континентальним субарктичним кліматом. Найтепліший місяць — липень із середньою температурою 14,7 °C (58.4 °F). Найхолодніший місяць — січень, із середньою температурою -26,3 °С (-15.4 °F).
| Клімат Тетліна          | Клімат Тетліна | Клімат Тетліна | Клімат Тетліна | Клімат Тетліна | Клімат Тетліна | Клімат Тетліна | Клімат Тетліна | Клімат Тетліна | Клімат Тетліна | Клімат Тетліна | Клімат Тетліна | Клімат Тетліна | Клімат Тетліна |
| Показник                | Січ.           | Лют.           | Бер.           | Квіт.          | Трав.          | Черв.          | Лип.           | Серп.          | Вер.           | Жовт.          | Лист.          | Груд.          | Рік            |
| Середній максимум, °C   | −21,3          | −13,6          | −0,8           | 6,8            | 15,8           | 21,4           | 22,8           | 20,1           | 12,4           | −0,3           | −12,9          | −19,8          | 2,3            |
| Середня температура, °C | −26,3          | −20,2          | −10,5          | −1,1           | 7,3            | 12,8           | 14,7           | 12             | 5,3            | −5,5           | −18,1          | −24,7          | −4,7           |
| Середній мінімум, °C    | −31,4          | −26,7          | −19,1          | −8,9           | −1,3           | 4,3            | 6,4            | 3,9            | −1,6           | −10,7          | −23,2          | −29,7          | −11,7          |
| Норма опадів, мм        | 9              | 6              | 5              | 4              | 18             | 57             | 53             | 33             | 22             | 14             | 12             | 11             | 245            |
| Днів з опадами          | 3              | 2              | 2              | 1              | 4              | 9              | 10             | 7              | 5              | 4              | 4              | 4              | 55             |
| Днів зі снігом          | 2,3            | 2,3            | 1,7            | 0,9            | 0,2            | 0              | 0              | 0              | 0,8            | 3,7            | 4              | 3,9            | 19,8           |
| ----------------------- | -------------- | -------------- | -------------- | -------------- | -------------- | -------------- | -------------- | -------------- | -------------- | -------------- | -------------- | -------------- | -------------- |
| Джерело: Weatherbase    |                |                |                |                |                |                |                |                |                |                |                |                |                |

## Демографія
Згідно з переписом 2010 року, у переписній місцевості мешкало 127 осіб у 43 домогосподарствах у складі 29 родин. Густота населення становила 1 особа/км².  Було 62 помешкання (0/км²).
Расовий склад населення:
| - 89,8 % — корінних американців - 6,3 % — білих |

До двох чи більше рас належало 3,9 %. Частка іспаномовних становила 2,4 % від усіх жителів.
За віковим діапазоном населення розподілялося таким чином: 31,5 % — особи молодші 18 років, 59,8 % — особи у віці 18—64 років, 8,7 % — особи у віці 65 років та старші. Медіана віку мешканця становила 30,6 року. На 100 осіб жіночої статі у переписній місцевості припадало 122,8 чоловіків;  на 100 жінок у віці від 18 років та старших — 128,9 чоловіків також старших 18 років.
За межею бідності перебувало 38,1 % осіб, у тому числі 44,7 % дітей у віці до 18 років та 0,0 % осіб у віці 65 років та старших.
Цивільне працевлаштоване населення становило 25 осіб. Основні галузі зайнятості: освіта, охорона здоров'я та соціальна допомога — 52,0 %, публічна адміністрація — 12,0 %, будівництво — 8,0 %.